# القرن 15 ق م

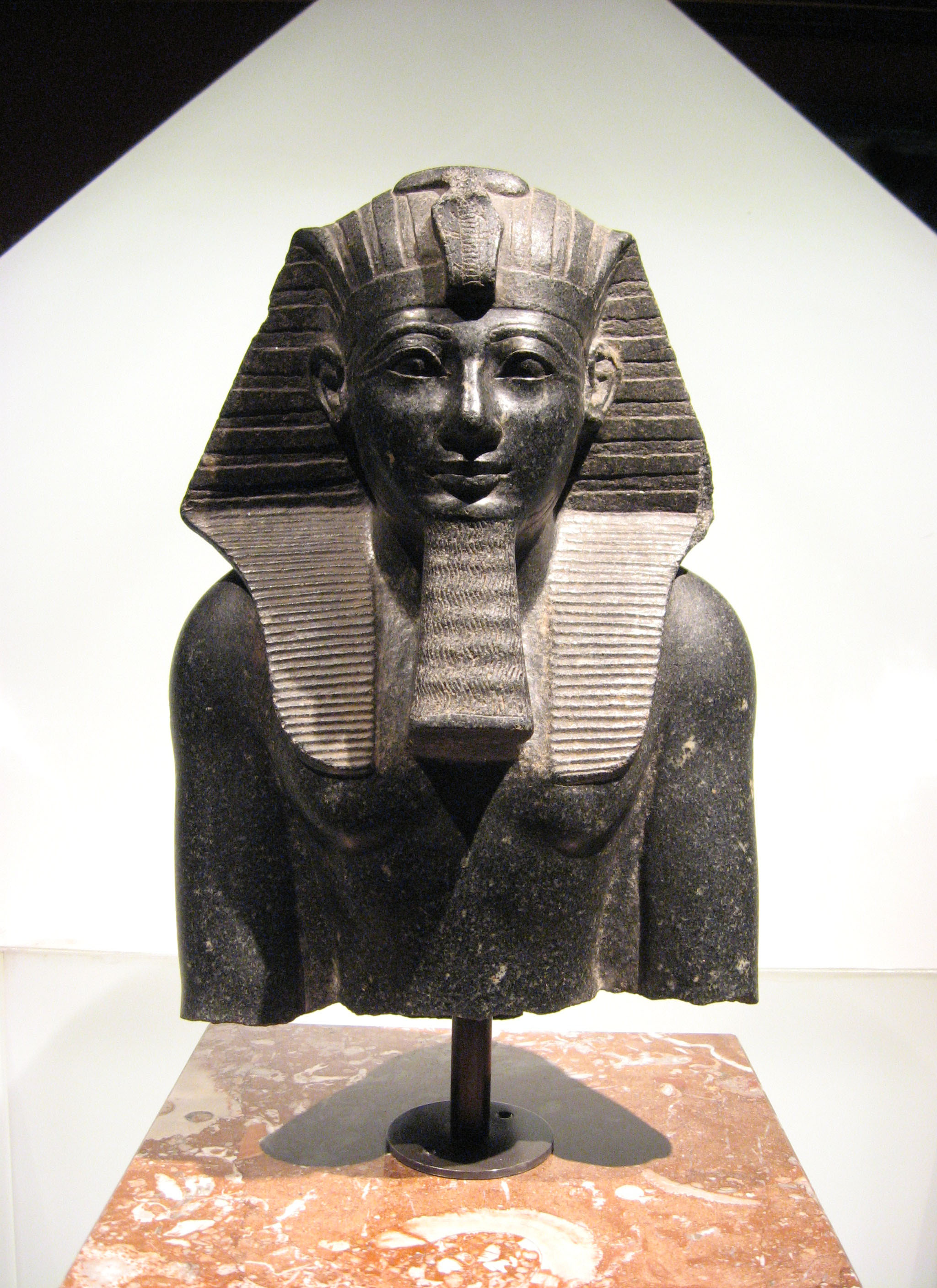
تمثال تحتمس الثالث في متحف متحف تاريخ الفنون (فيينا)

القرن 15 ق.م هو القرن الذي امتد من اليوم الأول لسنة 1500 ق.م إلى سنة 1401 ق.م.

## بعض الشخصيات التاريخية من القرن 14 قبل ق م
- حتشبسوت
- تحتمس الثالث
- أمنحتب الثاني